# Käru (przystanek kolejowy)
Käru – przystanek kolejowy w miejscowości Käru, w prowincji Järvamaa, w Estonii. Położony jest na linii Tallinn – Viljandi.

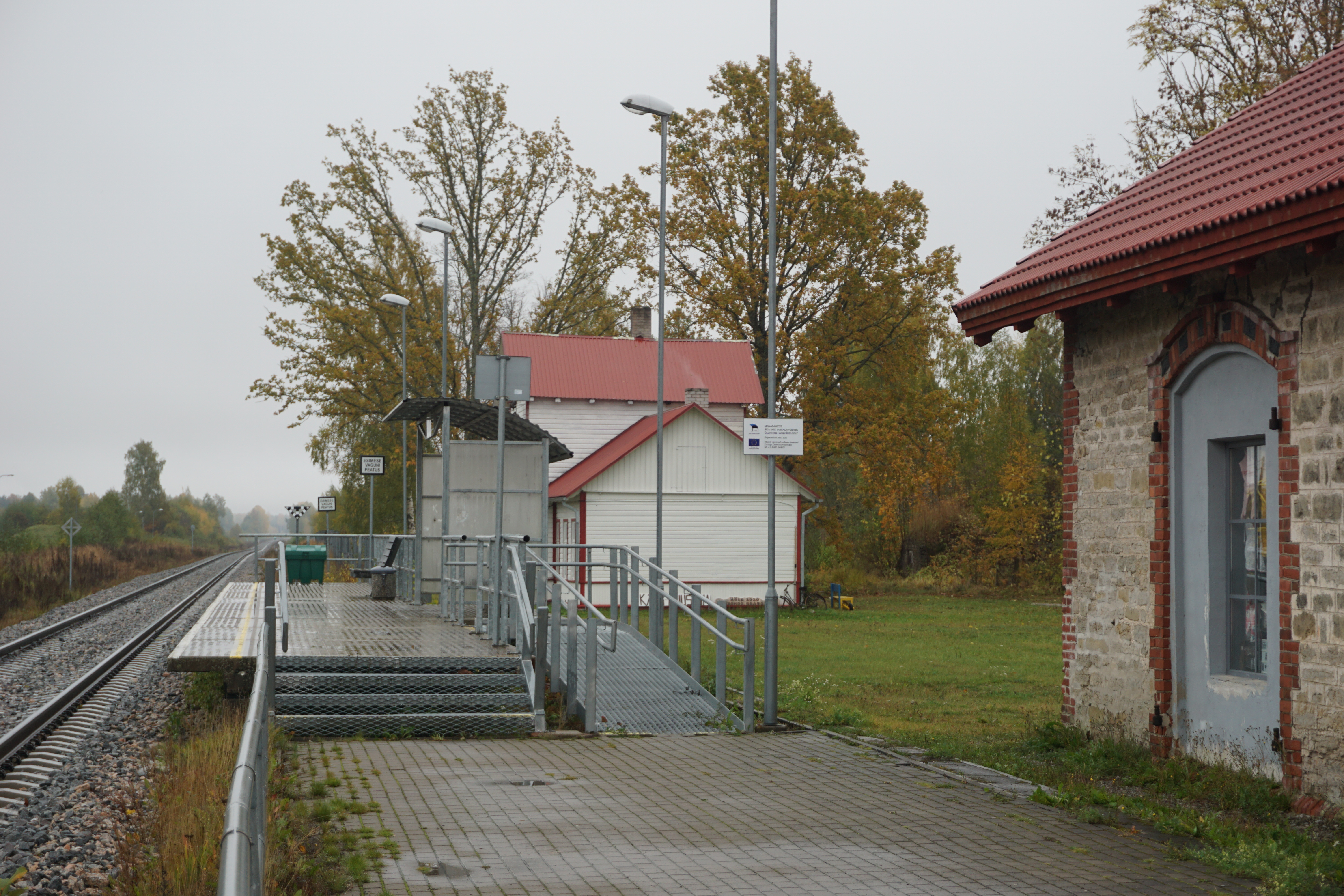
widok w stronę Viljandi
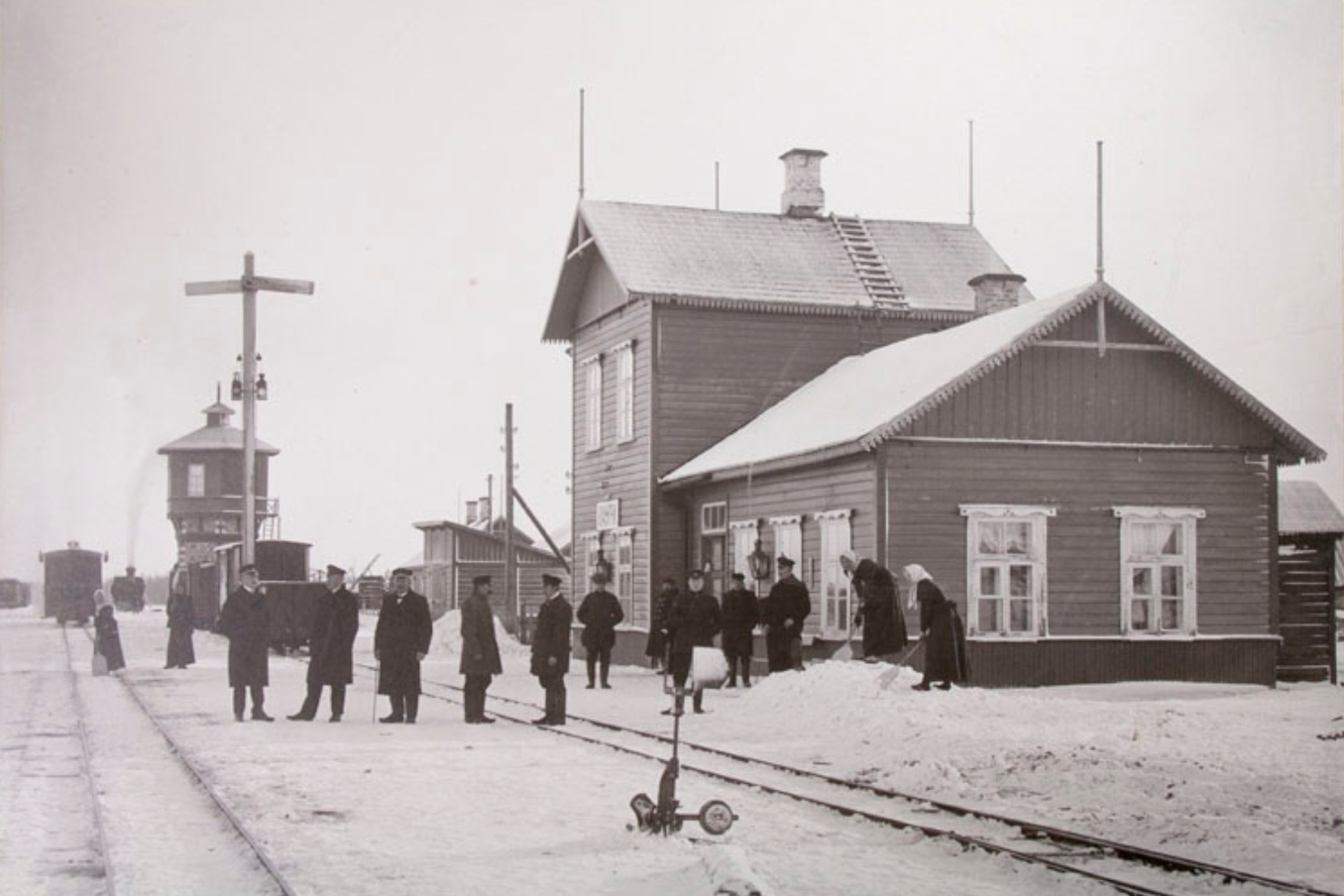
stacja kolejowa Lauri (Käru) w czasach carskich